# پرستوهای آبی
پرستوهای آبی (نام علمی: Pygochelidon)، یک سرده از پرندگان خانوادهٔ پرستویان است که در آفریقا و آمریکای جنوبی زندگی می‌کنند.
این سرده دارای دو گونه است:
- پرستوی آبی‌وسفید (Pygochelidon cyanoleuca)
- پرستوی طوق‌سیاه (Pygochelidon melanoleuca)